# Esteban IX
Esteban IX o X  (en latín, Stephanus PP. IX o X) de nombre secular  Federico de Lorena (Lorena, ¿?-Florencia, 29 de marzo de 1058) fue un papa franco-alemán, el 154.º de la Iglesia católica de 1057 a 1058.

## Biografía
El vacío de poder que deja la muerte de Enrique III provoca que, a la muerte de Víctor II, se ignoren los derechos recogidos en la Constitutio Lotharii y en el Privilegium Othonis que reconocían que ningún papa sería consagrado hasta que su elección hubiera sido aprobada por el emperador.
Así es elegido Federico, que en ese momento era abad de Montecassino y que tomará el nombre de Esteban IX.
Antes de su elección había actuado como legado papal en la delegación que, encabezada por Humberto de Silva Candida, provocaría el Cisma de la Iglesia Oriental. Su pontificado sirvió para proseguir la lucha contra la simonía y el nicolaísmo que habían iniciado sus predecesores León IX y Víctor II y que desembocaran en la futura Reforma gregoriana.
En 1058 se desplazó a Florencia para organizar junto a su hermano Godofredo III una expedición militar contra los normandos. En dicha ciudad enfermó de malaria y falleció el 29 de marzo. 